# 체코 육군
체코 육군은 체코의 군사의 육군 부문이다.
- Lan Forces Command (Praha)
  - 사령관: Jan Grunik
  - 부사령관: Ladislav Jung

## 편제
- 제41 신속전개 여단
  - 여단장: Miroslav Hlavac
  - 부여단장: Antonin Genser
  - 참모장: Roman Nahoncik
  - 선임준위: Milos Prasil
- 주둔지: Zatec
  -     - 제41 기계화 대대 (Zatec)
    - 제42 기계화 대대 (Camp)
    - 제43 공수기계화 대대 (Chrudim)
    - 제44 경기동 대대 (Henry Hradec)
- 제7 기계화 여단
  - 여단장: Josef Kopecky
  - 부여단장: Pevel Lipka
  - 참모장: Ctirad Gazda
  - 선임준위: Vladimir Blazek
- 주둔지: Boundaries
  -     - 제71 기계화 대대 (Boundaries)
    - 제72 기계화 대대 (Praslavice)
    - 제73 전차 대대 (Praslavice)
    - 제74 경기동 대대 (Bucovice)
- 제13 포병 여단
  - 여단장: Jan Trinacty
  - 부여단장: 없음
  - 참모장: Stefan Rosko
  - 선임준위: Robert Plzak
- 주둔지: Jince
  -     - 제131 포병 (Jince)
    - 제132 포병 (Jince)
- 제15 공병 여단
  - 여단장: Robert Bieleny
  - 부여단장: Jiri Trso
  - 참모장: 미상
  - 선임준의: 미상
- 주둔지: Bechyne
  -     - 제151 공병 대대 (Bechyne)
    - 제152 공병 대대 (Townsville)
    - 제153 공병대대 (Olomouc)
- 제31 화생방 방호 여단
  - 여단장: Radek Cerny
  - 부여단장: Ondrej Havel
  - 참모장: Karel Navratil
  - 선임준위: Martin Gajanec
- 주둔지: Liberec
  -     - 제311 화생방 방호 대대 (Liberec)
    - 제312 화생방 방호 대대 (Liberec)
    - 제314 대량살상무기 경보센터 (Hostivice-Brve)
- 제53 정찰전자전 여단
  - 여단장: Josef Havlik
  - 부여단장: 미상
  - 참모장: 미상
  - 선임준위: 미상
- 주둔지: Opava
  -     - 제532 전자전 여단 (Opava)
    - 제102 전자전 여단 (Prostejov)
- 제14 물류수송 여단
  - 여단장: 미상
  - 부여단장: 미상
  - 참모장: 미상
  - 선임준위: 미상
- 주둔지: Pardubice
  - 여단장: 미상
  - 부여단장: 미상
  - 참모장: 미상
  - 선임준위: 미상
- 주둔지: Lipnik
  -     - 제141 보급대대 (Pardubice)
    - 제142 수리대대 (Klatovy)
    - 제103 CIMIC / PSYOPS
- 제104 보안 대대
  - 여단장: 미상
  - 부여단장: 미상
  - 참모장: 미상
  - 선임준위: 미상
- 주둔지: Olomouc

## 장비
- CZ 805 소총
- CZ XX 소총
- CZ S805 소총
- BVP-M2 SKCZ
- LOS
- T-72M3/M4CZ